# Starzec nierównozębny
Starzec nierównozębny, starzec wąskolistny (Senecio inaequidens DC) – gatunek z rodziny astrowatych pochodzący z południowej Afryki. Jest inwazyjny na Hawajach, w Ameryce Południowej, w Australii oraz w Europie zachodniej i środkowej. Od końca lat 90. XX wieku notowany jest także w Polsce, gdzie od co najmniej 2012 roku uważany jest za gatunek lokalnie zadomowiony (kenofit) i potencjalnie inwazyjny. W naturze występuje na sawannie, na terenach otwartych przy korytach rzek i na wydmach. W Europie rozprzestrzenia się głównie na terenach ruderalnych wzdłuż dróg i linii kolejowych. Rośnie w miejscach suchych i ciepłych na podłożu przepuszczalnym. 

## Występowanie

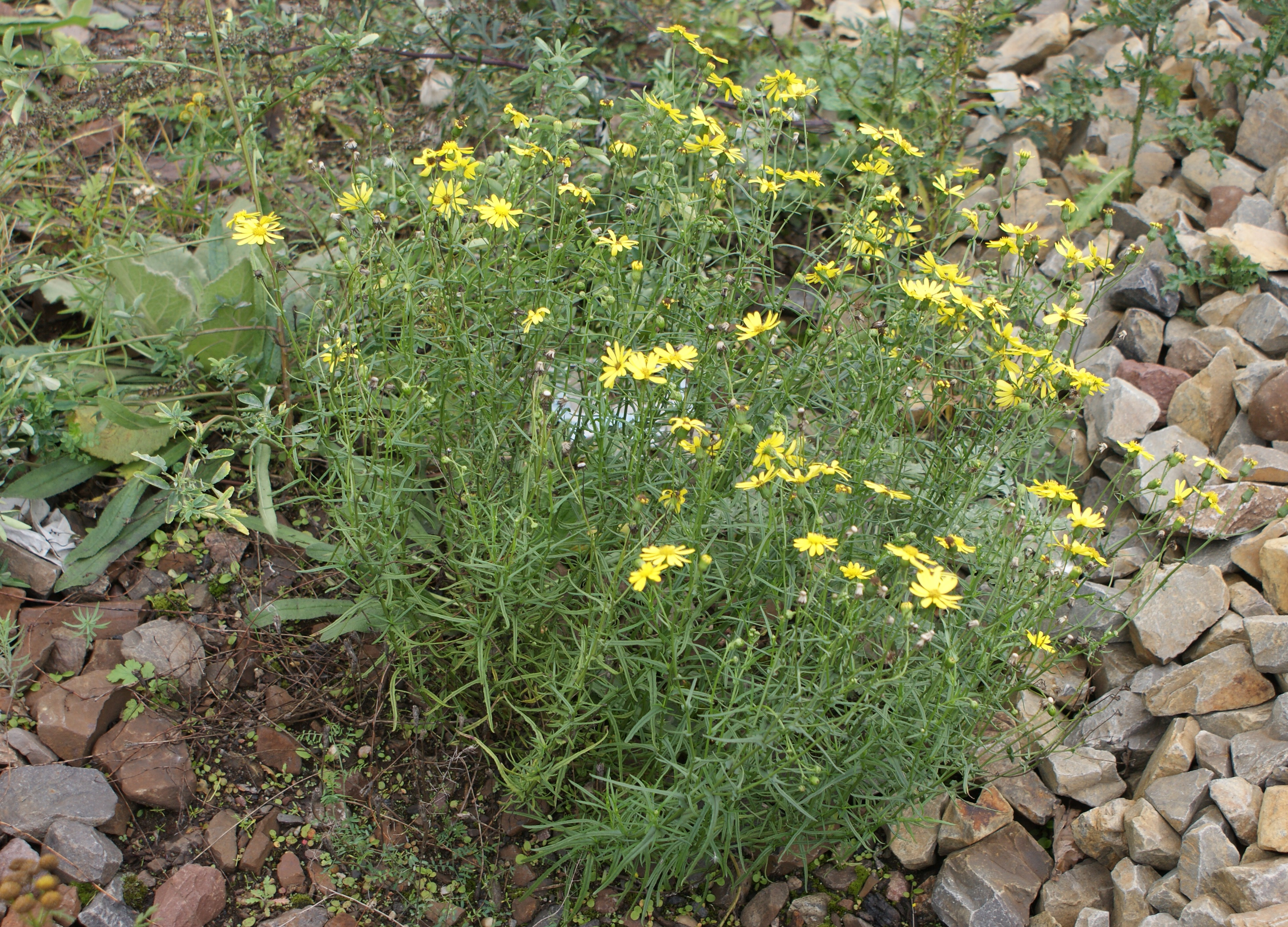
Starzec nierównozębny na przytorzu w Szczecinie

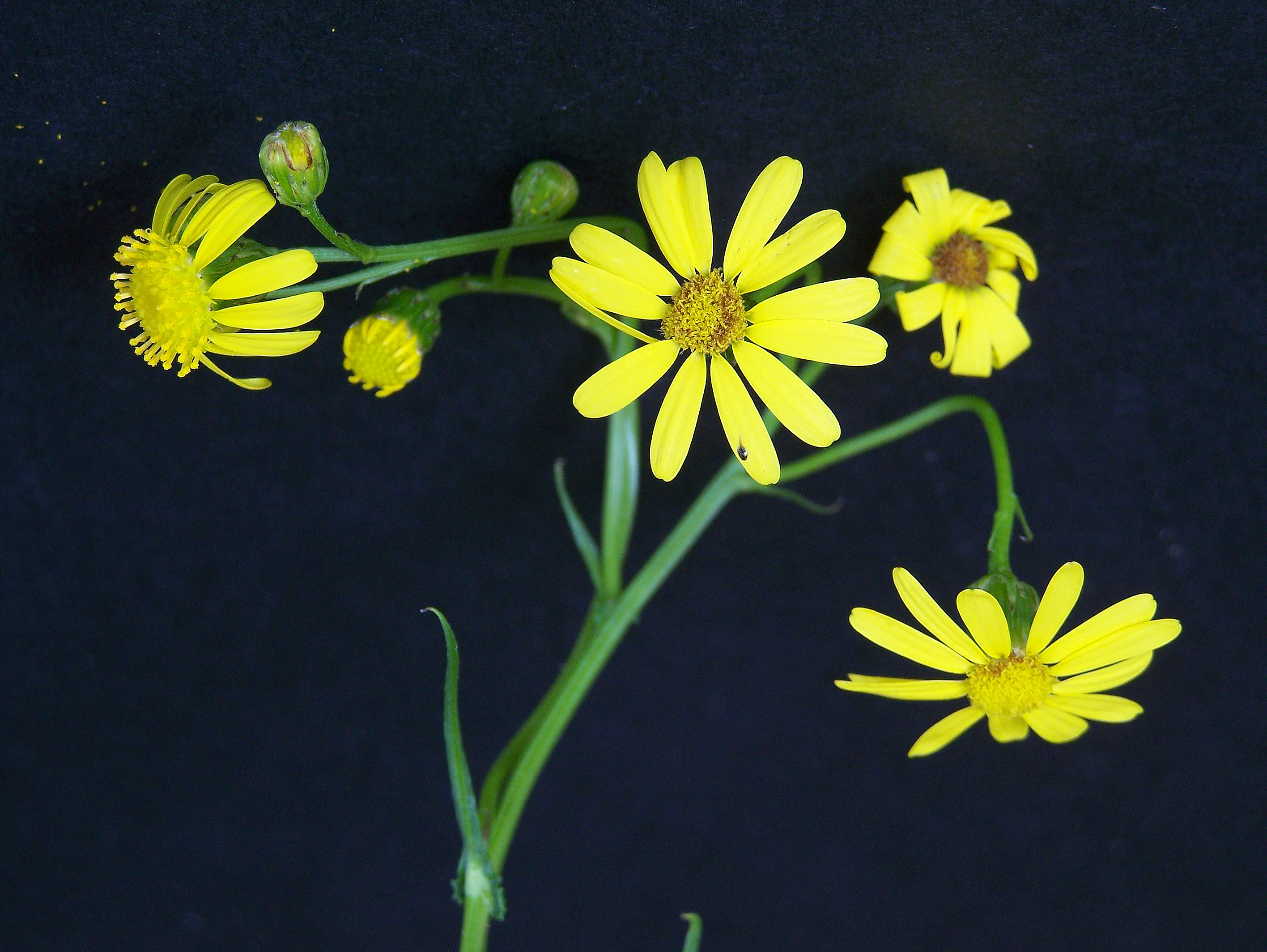
Koszyczki kwiatowe

Naturalny zasięg gatunku obejmuje tereny położone na wysokościach między 1400 i 2850 m n.p.m. w rejonie płaskowyżu Wysoki Weld w Afryce południowej (Lesotho, RPA i Suazi). W XX wieku zarejestrowano w Afryce południowej ekspansję tego gatunku wynikającą z jego rozprzestrzeniania się na siedliskach antropogenicznych. W Europie gatunek obserwowany był jako zawleczony co najmniej od końca XIX wieku w okolicy różnych ośrodków przetwórstwa wełny owczej, najpierw w Niemczech, później we Francji, Belgii, Włoszech. Lokalizacja pierwszych stanowisk w Europie świadczy o tym, że do zawleczenia lekkich owoców tego gatunku doszło wraz z wełną importowaną z południowej Afryki. Inwazyjne rozprzestrzenianie się tego gatunku dokumentowane jest od lat 50. XX wieku z rejonu Liège w Belgii. Wraz z zachodnimi wiatrami, owoce opatrzone puchem lotnym zaczęły rozprzestrzeniać się przede wszystkim w kierunku wschodnim. W latach 70. XX wieku gatunek pojawił się w zachodnich Niemczech, gdzie w ciągu kilkunastu lat stał się pospolity. W latach 90. XX wieku zaczął się pojawiać liczniej w Niemczech wschodnich. Na początku XXI wieku gatunek występuje masowo w Holandii i zachodnich Niemczech, rozpowszechniony jest w Danii, rozproszony lub na pojedynczych stanowiskach obserwowany jest na obszarze od Hiszpanii i Irlandii na zachodzie, po Czarnogórę, Węgry, Czechy i Polskę na wschodzie. Na północy stwierdzony został w Szwecji i Norwegii.

## Morfologia
PokrójBylina o wysokości do 60 cm (czasem do 100 cm), silnie rozgałęziająca się i drewniejąca u nasady, o pokroju kulistym.
PędyGęsto ulistnione.
LiścieRównowąskie, zróżnicowane pod względem szerokości od 1 do 7 mm i długości od 30 do 140 mm, zmienne w kształcie.
KwiatySkupione w koszyczki o średnicy do 25 mm.
OwoceNiełupki o długości 3 mm, z puchem kielichowym o długości do 5 mm.

## Zagrożenia i zwalczanie
Roślina jest na liście Europejskiej i Śródziemnomorskiej Organizacji Ochrony Roślin, której członkiem jest także Polska, jako roślina stanowiąca duże zagrożenie dla zdrowia roślin, środowiska, bioróżnorodności w regionie działania organizacji. Ma status uporczywego chwastu na Hawajach, szkodnika w stanach Queensland i Nowej Południowej Walii oraz rośliny zabronionej i zwalczanej w Australii Zachodniej. Decyzje te są spowodowane bardzo dużą inwazyjnością rośliny, a także tym, iż zawiera trujący alkaloid pirolizydynę, szczególnie toksyczny dla bydła i koni, powodujący śmiertelne zatrucia, szkodliwy także dla owiec i ludzi. Występuje jako chwast w uprawach winorośli i zbóż oraz na słabych pastwiskach, jest konkurencyjny dla miejscowej flory na obszarach wydmowych.
W celu ograniczenia lub zwalczenia inwazji tego gatunku zaleca się ręczne usuwanie roślin w miejscach, gdzie pojawiają się nielicznie. Tam, gdzie doszło już do kolonizacji, skuteczne jest regularne, coroczne koszenie roślin przed kwitnieniem oraz utrzymywanie możliwie zwartej pokrywy roślinnej.